# Gösser
Gösser (pronuncia tedesca: [ɡœsɐ]) è una birra prodotta dalla birreria Göss nella città di Leoben in Austria. Il birrificio fa parte di Brau Union, il più grande birrificio austriaco, il cui azionista di maggioranza è la società olandese di birra Heineken.
Tra gli stili di birra prodotti vi figura Märzen, Zwickl e Bock.

## Storia

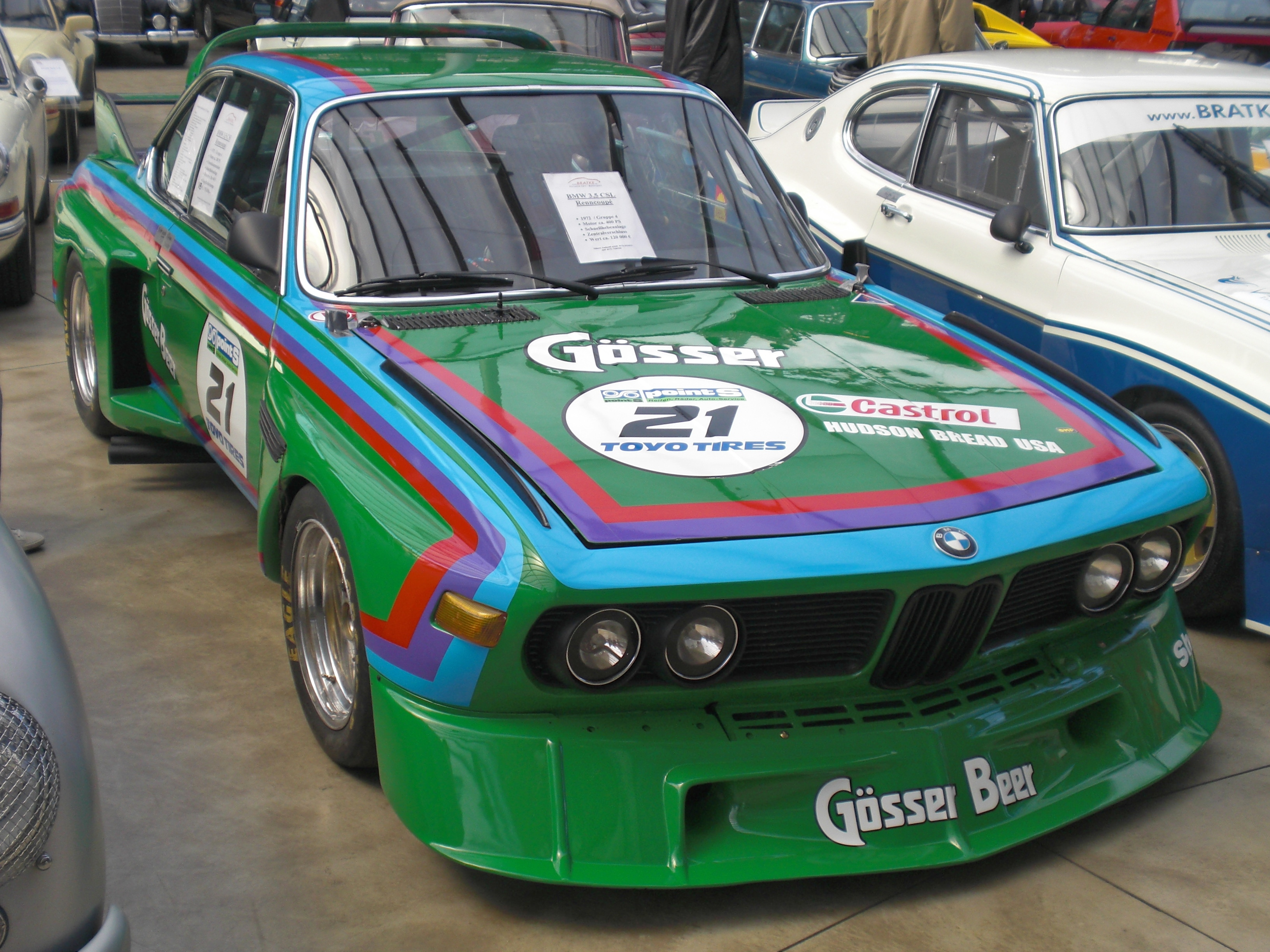
Gosser usata come sponsor su una vettura da corsa BMW

Nel medioevo, la birra era comunemente usata nell'abbazia di Göss in Stiria, dove un primo mastro birraio era documentato in un atto del 1459. Dopo la dissoluzione del monastero nel corso delle riforme del Giuseppinismo (quando la chiesa divenne la cattedrale della diocesi di Leoben), la tradizione fu ripresa nel 1860, quando Max Kober a 28 anni, che era stato un mastro birraio con la birreria Żywiec (Saybusch) in Galizia (l'odierna Polonia), acquistò i locali e ristabilì il birrificio.
Göss divenne rapidamente il più grande birrificio dell'Alta Stiria e nel 1892 produsse circa 60.000 barili all'anno. Negli anni '20 il birrificio iniziò a vendere birra pastorizzata in bottiglie di vetro con tappi a corona che permettevano a Gösser di commercializzare la propria birra al di fuori dell'Austria. Nel 1930 la società produceva circa 340.000 barili all'anno e nel 1973 aveva superato gli 850.000 barili all'anno.
Nel 1977 Gösser si unì al gruppo Steirerbrau, che si unì alla rivale Brau-Beteiligungs-AG (BBAG) nel 1991. Dal 1993 entrambe le società operavano sotto Brau Union Austria. Nel 2003, Gösser con Brau Union è stata rilevata da Heineken.